# Тритемнодон
Тритемнодон (Tritemnodon agilis) — викопний вид, один з видів роду тритемнодонів, входив до родини гієнодонтієвих до ряду креодонтів. Мешкав у палеогеновий період Кайнозойської ери. Зовні дорослі тритемнодони нагадували сучасних представників родини віверових, та мали плямисту шкуру.
Як і всі члени родини гієнодонієвих тритемнодони — хижаки. Цей вид відносять до найдавніших хижих ссавців. Швидше за все, вони були спеціалізованими хижаками, що ймовірно стало причиною їх вимирання. Об'єктом полювання тритемнодонів були дрібні травоїдні та комахоїдні тварини. Слабкі й тонкі щелепи не давали змоги полювати на більших тварин. Внаслідок зміни кліматичних умов тритемнодони виявилися не в змозі конкурувати з іншими видами хижаків.